# Quebrada das Conchas

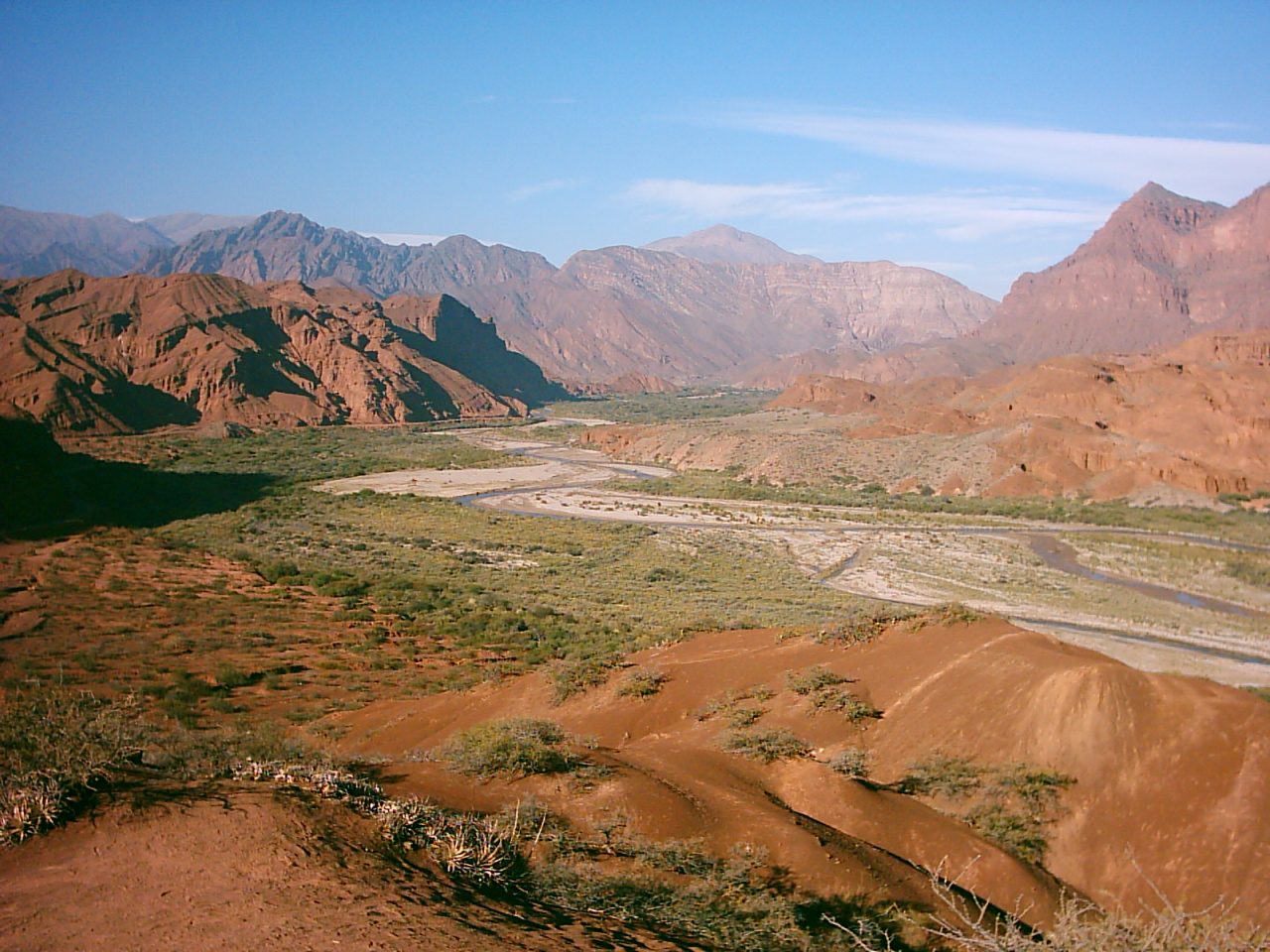
A Quebrada das Conchas vista desde a paragem Tres Cruces.

A Quebrada das Conchas também conhecida como Quebrada de Cafayate é um vale de cerrado ou quebrada muito conhecida por suas belas paisagens na Província de Salta, na Argentina, próxima da cidade de Cafayate. É um estreito vale satélite do sistema dos Vales Calchaquíes. Por esta quebrada discorre o rio das Conchas e se encontra o traçado da rota Nacional 68, que une a localidade de Cafayate com a cidade de Salta. Seu percurso conta com paisagens de geomorfologia e cores muito variadas. Entre eles se destaca a Garganta do Diabo, rochas sedimentarias vermelhas erodidas pelo fluxo de água concentrada no passado geológico. Outras formas observáveis a ver da rota são  O Anfiteatro, o Monge, o Sapo, as Janelas, os Castelos, etc. A uns 7 Km de distancia de Cafayate se encontram As Dunas, se trata de depósitos de finas areias eólicas calcárias.
Recentes investigações arqueológicas têm determinado que a poucos metros da atual rota 68 discorria um caminho inca, agregando uma relevância arqueológica ao sitio.
A quebrada é um acidente geologicamente moderno, produzida por movimentos tectônicos que tiveram lugar nos últimos dos milhões de anos.